# Безіменне (Обухівський район)
Безіме́нне —  село в Україні, в Обухівському районі Київської області. Населення становить 44 особи.
| Україна | Це незавершена стаття з географії України. Ви можете допомогти проєкту, виправивши або дописавши її. |